# دهستان طرهان غربی
طرهان غربی، دهستانی است از توابع بخش طرهان شهرستان کوهدشت در استان لرستان ایران.

## جمعیت
براساس سرشماری سال ۱۳۸۵ جمعیت آن ۸٬۸۴۷ نفر (۱٬۷۰۳ خانوار) بوده‌است.